# فوجی‌فیلم فاین‌پیکس اس۲۰۰۰اچ‌دی

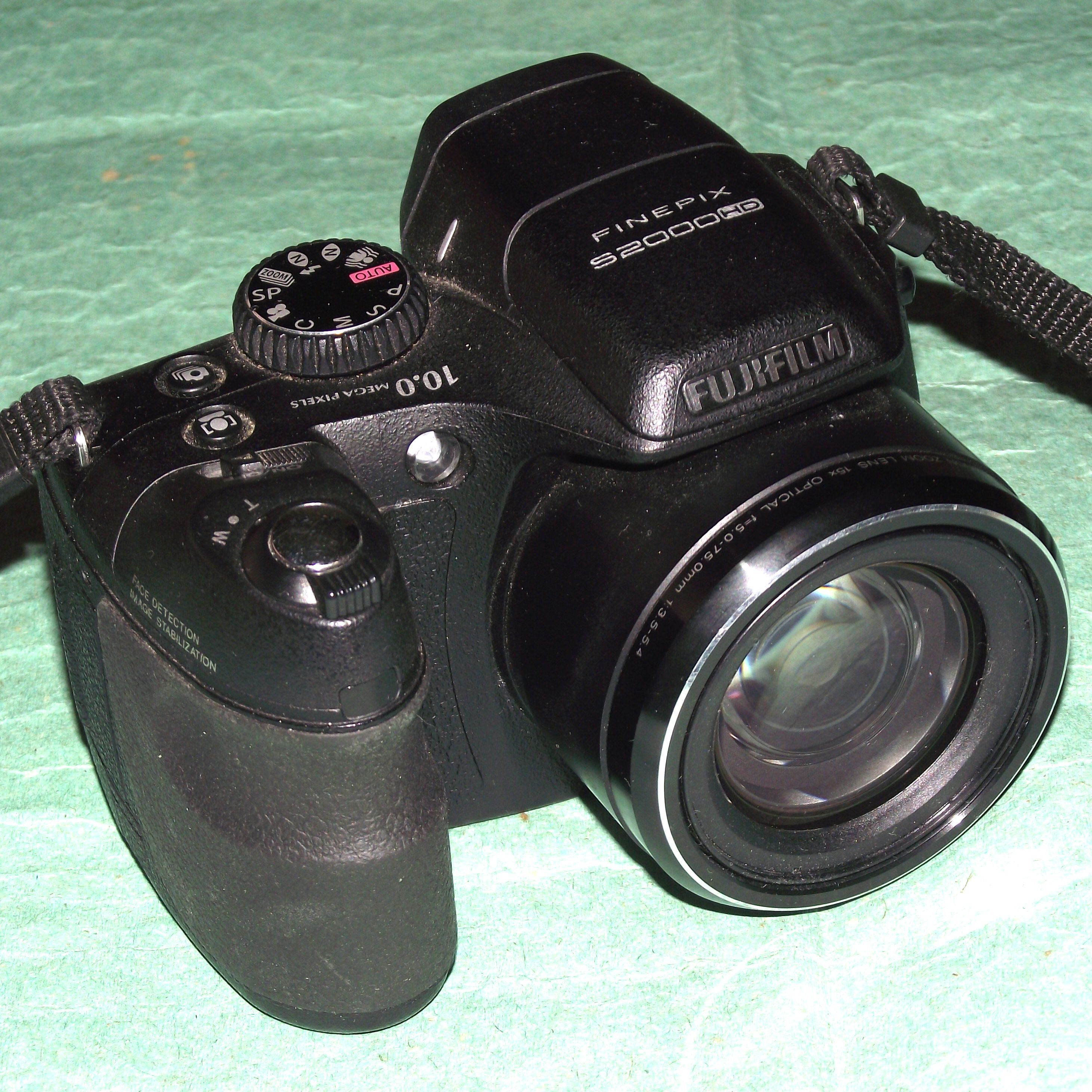
فوجی‌فیلم فاین‌پیکس اس۲۰۰۰اچ‌دی

فوجی‌فیلم فاین‌پیکس اس۲۰۰۰اچ‌دی (به انگلیسی: Fujifilm FinePix S2000HD) یک دوربین عکاسی ساخت شرکت فوجی‌فیلم است.